# Basses d'en Broc
Les basses d'en Broc i els aiguamoixos de la Déu Vella o aiguamolls de Cal Soc són, respectivament, unes basses naturals i uns herbassars humits situats, un al costat de l'altre, als afores de la població d'Olot.

## Història
Es coneixen referències que aquest espai, a començaments del segle xx, ocupava més de 20 hectàrees de superfície. L'any 1986 es restauraren els prats i aiguamoixos de la Déu Vella com a zona humida, i l'any 1991 es referen les basses d'en Broc. Actualment formen part del Catàleg d'Espais d'Interès Preferent del Parc Natural de la Zona Volcànica de la Garrotxa.

## Descripció
El règim d'inundació és natural, tot i que se'n pot regular el cabal artificialment. La inundació és permanent i amb escasses oscil·lacions de nivell. Aquest fet possibilita la presència de diverses comunitats vegetals i animals associades a les zones humides, molt completes i ben conservades. La vegetació hidròfita la constitueixen herbassars de Potamogeton, així com poblacions de llenties d'aigua (Lemna) sobre la superfície de l'aigua. De la vegetació de les riberes cal destacar els bogars, els prats de lliris grocs, canyissars, jonqueres, creixenars, etc.
La vegetació forestal de ribera està constituïda per àlbers (Populus alba), salzes (Salix alba), tells de fulla petita (Tilia cordata), vimeteres (Salix fragilis), etc. Igualment, cal fer especial esment de la roureda de roure pènol que envolta l'espai i que constitueix una de les escasses localitats catalanes on aquesta comunitat apareix. El mateix Parc natural ha realitzat tasques de reforestació d'aquesta espècie als voltants de les basses d'en Broc i en els herbassars de la Déu Vella.
Els impactes sobre aquest espai són la manca de cabal circulant als recs que alimenten la zona humida, l'eutrofització d'origen agroramader, la presència d'espècies de peixos exòtics com la carpa (Cyprinus carpio), que afavoreixen la resuspensió dels sediments i poden fer perillar la vegetació de macròfits, o l'elevada presència humana. Malgrat aquests impactes, no es considera que perilli la conservació d'aquest espai degut a l'interès del Parc Natural en la recuperació de les zones humides del domini de la roureda de roure pènol. L'Espai es troba inclòs al Parc Natural de la Zona Volcànica de la Garrotxa, forma part de l'espai del PEIN i de la Xarxa Natura 2000.